# Svintjärnen (Nyskoga socken, Värmland)
Svintjärnen är en sjö i Torsby kommun i Värmland och ingår i Göta älvs huvudavrinningsområde.